# Puzzolane reactie
De puzzolane reactie is de chemische reactie tussen een puzzolaan, gebluste kalk en water ter vorming van gehydrateerde reactieproducten met bindende eigenschappen. De puzzolaanreactie treedt met name op tijdens de hydratatie van portland cement met toegevoegde puzzolanen. In Romeins beton, gebruikt in het Antieke Rome om aquaducten of beroemde gebouwen zoals het Pantheon te bouwen, ligt de puzzolane reactie aan de basis van de uitharding en de exceptionele duurzaamheid van het kalk-puzzolaanbindmiddel.
De puzzolane reactie kan schematisch worden uitgeschreven als een reactie tussen calcium hydroxide, silica opgelost uit de puzzolaan en water:
{\displaystyle {\ce {Ca(OH)2 + Si(OH)4 -> Ca^2+ + H2SiO4^2- + 2H2O -> CaH2SiO4 . 2H2O}}}
of samengevat in de cement-chemienotatie:
{\displaystyle {\ce {CH + SH -> C-S-H}}}
Het reactieproduct C-S-H of calciumsilicaathydraat heeft een variabele samenstelling. De verhouding Ca/Si kan variëren tussen 0,83 en 1,7 en ook de hoeveelheid gebonden water is variabel.
Veel puzzolanen bevatten naast silicaat ook aluminaat (Al(OH)4−); dit zal in de reactie met de gebluste kalk (calciumhydroxide) en water calciumaluminaathydraat-fasen vormen zoals C4AH13, C3AH6 of hydrogranaat, of in combinatie met silica C2ASH8 of strätlingiet. In de aanwezigheid van anionische groepen zoals sulfaat, carbonaat en chloor, worden zogenaamde AFm-fasen en AFt of ettringiet gevormd.